# Makdha
Makdha è un comune dell'Algeria, situato nella provincia di Mascara.